# Памбыгчи (футбольный клуб, Нефтечала)
«Памбыгчи» Нефтечала. (азерб. Pambıqçı Futbol Klubu) — азербайджанский футбольный клуб. Официальное название — футбольный клуб «Памбыгчи». Был основан в 1992 году. Представляет в чемпионате юго-восточный регион Азербайджана, город Нефтечала.

## Чемпионат Азербайджана
1994/95 — Премьер-лига — 9 место
1995/96 — Премьер-лига — 11 место (осень)
1995/96 — Премьер-лига — 11 место (весна)
1996/97 — Премьер-лига — 15 место

## Кубок Азербайджана
1992 — 1/4 финала
1992/93 — 1/8 финала
1993/94 — 1/16 финала
1994/95 — 1/8 финала
1995/96 — 1/8 финала